# Nerunjipettai
Nerunjipettai là một thị xã panchayat của quận Erode thuộc bang Tamil Nadu, Ấn Độ.

## Nhân khẩu
Theo điều tra dân số năm 2001 của Ấn Độ, Nerunjipettai có dân số 6372 người. Phái nam chiếm 52% tổng số dân và phái nữ chiếm 48%. Nerunjipettai có tỷ lệ 53% biết đọc biết viết, thấp hơn tỷ lệ trung bình toàn quốc là 59,5%: tỷ lệ cho phái nam là 62%, và tỷ lệ cho phái nữ là 43%. Tại Nerunjipettai, 11% dân số nhỏ hơn 6 tuổi.